# 迈克·施塔姆
迈克·施塔姆（英語：Mike Stamm，1952年8月6日—），美国前男子游泳运动员。他曾代表美国参加1972年夏季奥林匹克运动会游泳比赛，获得一枚金牌和二枚银牌。